# ويندوز إن تي 3.1
ويندوز إن تي 3.1 هو الإصدار الأول من مايكروسوفت ويندوز قابل للعمل على بيئة الخادم تم اختيار رقم 3.1 ليتماشى مع ونظم تشغيل ويندوز 3.1 الخاص بسطح المكتب، تم إطلاق هذه النسخة يوم 27 يوليو 1993. وقد صمم ليعمل مع بيئة مايكروسوفت وعلى حساب المظهر المرئي لواجهة المستخدم. تم إنتاج نسختان من 3.1 للعمل، الأولى: ويندوز 3.1 والثانية: ويندوز سيرفر المتقدمة ووقد نجحت هذه الإصدارة من ويندوز 3.5 في أيلول/سبتمبر 1994.
ويمكن أن تعمل على إنتل x86، وكذلك DEC ألفا، وعلى وحدات المعالجة المركزية R4000.